# Новосёлки (Ланьковский сельсовет)
Новосёлки (бел. Навасёлкі) — деревня в составе Ланьковского сельсовета Белыничского района Могилёвской области Республики Беларусь.

## Население
- 2010 год — 74 человека